# Mario Baccini
Mario Baccini, né le 14 décembre 1957 à Rome, est un homme politique italien, député des XIIe, XIIIe, XIVe et XVIe législatures, membre du groupe mixte à la Chambre des députés.

## Biographie
Mario Baccini dirige la Fédération des Chrétiens populaires entre 2008 et 2013. Ministre sans portefeuille, de la Fonction publique du gouvernement Silvio Berlusconi III, il a fait partie de l'UDC et a également fondé la Rose blanche.
Lors des élections municipales en mai 2023, il est élu maire de Fiumicino.